# سیارک ۲۱۳۹۷
سیارک ۲۱۳۹۷ (به انگلیسی: 21397 Leontovich، نامگذاری:1998FJ54) بیست و یک هزار و سیصد و نود و هفتمین سیارک کشف شده‌است که در ۲۰ مارس ۱۹۹۸ کشف شد.
قدر مطلق سیارک برابر ۱۷.۰ است.